# Roodpootlijster
De roodpootlijster (Turdus plumbeus) is een zangvogel uit de familie van de lijsters (Turdidae).

## Verspreiding en leefgebied
Deze soort telt zes ondersoorten:
- T. p. plumbeus: de noordelijke Bahama's.
- T. p. schistaceus: oostelijk Cuba.
- T. p. rubripes: centraal en westelijk Cuba en Isla de la Juventud.
- T. p. coryi: de Kaaimaneilanden.
- T. p. ardosiaceus: Hispaniola en Puerto Rico.
- T. p. albiventris: Dominica.